# 埃伯曼斯多夫
埃伯曼斯多夫是德国巴伐利亚州的一个市镇。总面积45.39平方公里，总人口2419人，其中男性1232人，女性1187人（2011年12月31日），人口密度53人/平方公里。